# Spalacopsis chemsaki
Spalacopsis chemsaki là một loài bọ cánh cứng trong họ Cerambycidae.